# Новий Янув (Лодзинське воєводство)
Новий Янув (пол. Nowy Janów) — село в Польщі, у гміні Клюки Белхатовського повіту Лодзинського воєводства.
Населення — 196 осіб (2011).
У 1975-1998 роках село належало до Пйотрковського воєводства.

## Демографія
Демографічна структура станом на 31 березня 2011 року:
|          | Загалом | Допрацездатний вік | Працездатний вік | Постпрацездатний вік |
| -------- | ------- | ------------------ | ---------------- | -------------------- |
| Чоловіки | 89      | 22                 | 59               | 8                    |
| Жінки    | 107     | 33                 | 54               | 20                   |
| Разом    | 196     | 55                 | 113              | 28                   |